# Great Wall Voleex C10

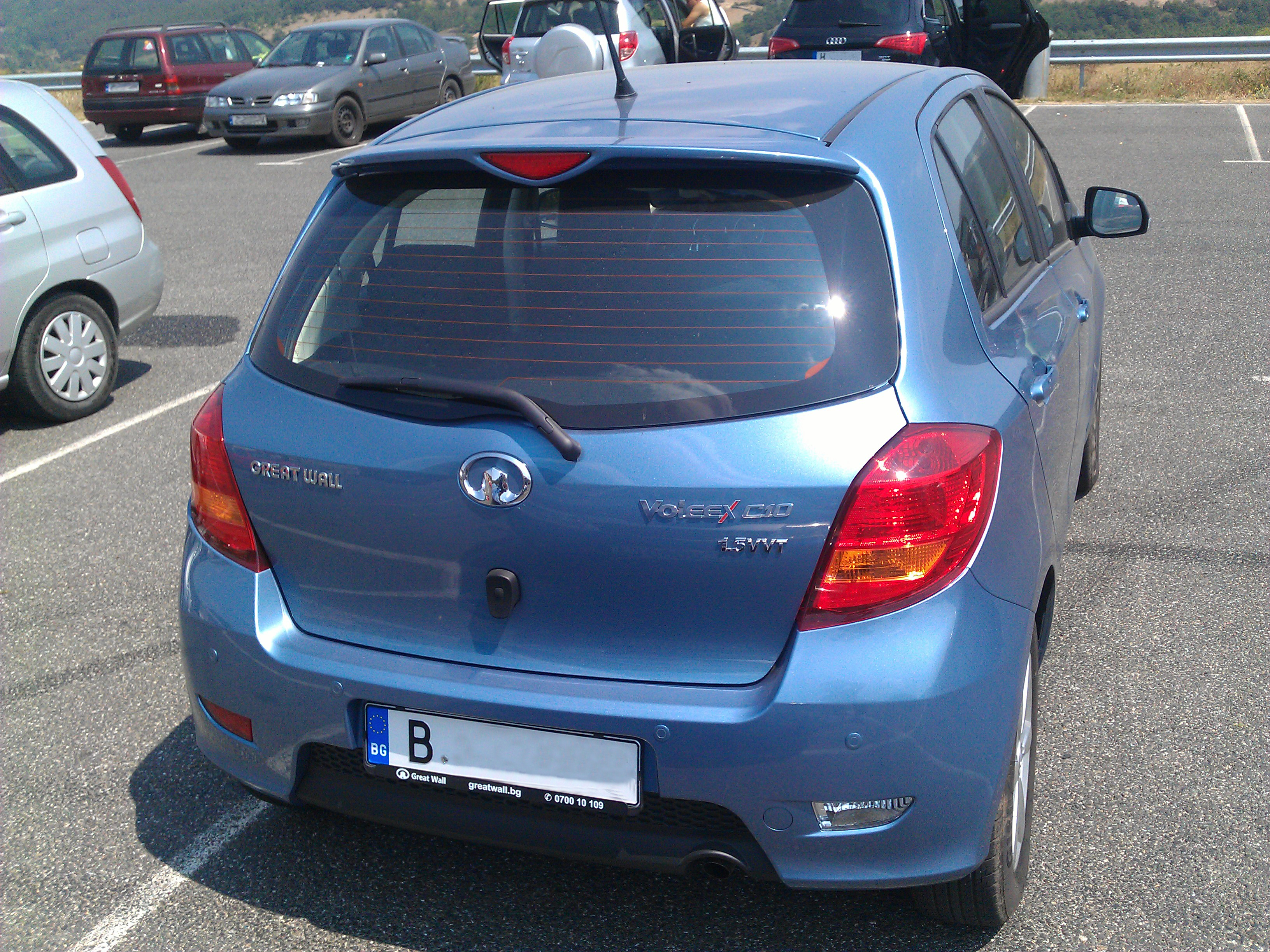
Great Wall Voleex C10 Heck

Der Great Wall Voleex C10 oder Great Wall Tengyi C10 ist ein Kleinwagen des chinesischen Herstellers Great Wall Motor.
Der C10 verfügt über einen auffälligen und eigenständigen Kühlergrill. Andere Teile des Designs am Heck und im Innenraum wurden aber offensichtlich von Toyota übernommen. Bisher wurde dieses Designmerkmal aber noch bei keinem weiteren Modell des Herstellers übernommen.
Angetrieben wird der Wagen von einem 1,3-l-Motor mit 68 kW oder einem 1,5-l-Motor mit 77 kW. Beide Versionen sind optional mit einem stufenlosen Getriebe (CVT) verfügbar. ABS und ein Fahrer-Airbag sind serienmäßig; ein Beifahrer-Airbag dagegen nur in höheren Ausstattungslinien.